# エマーソン・レイク・アンド・パウエル (アルバム)
エマーソン・レイク・アンド・パウエル (Emerson, Lake & Powell) は、エマーソン・レイク・アンド・パウエルが1986年に発表したアルバム。

## 解説

### 制作の経緯
本作は、1979年に解散したエマーソン・レイク・アンド・パーマー（ELP）のキース・エマーソンが、ゲフィン・レコードとの契約に向けて1984年から1985年にかけて制作していたデモ・テープが元になっている。テープを聴いたポリドールの関係者が、エマーソンにELPを再結成する事を示唆した。様々な紆余曲折の後、エマーソンはグレッグ・レイクとコージー・パウエルとエマーソン・レイク・アンド・パウエルを結成して、本作を制作した。

### 内容
「火星-戦争をもたらすもの」は、イギリスの作曲家ホルストの組曲『惑星』の「火星-戦争をもたらすもの」を改作した作品である。ホルストは生前、『惑星』はオーケストラによってのみ、抜粋ではなく全編演奏されなければならない、という制約を規定した。彼が1934年に死去した後は、遺族がこの制約が守られるように目を光らせた。しかし本作が発表された1986年には、彼の死後既に50年以上経って著作権が失効していたので、エマーソン・レイク・アンド・パウエルは制約を守る必要も遺族の許可を得る必要もなかった。
「タッチ・アンド・ゴー」はシングル・カットされた。1991年に再結成したELPは、この曲をカバーして1993年のCD ボックス『リターン・オブ・ザ・マンティコア』に収録し、コンサートでも頻繁に演奏した。
「ザ・スコアー」の冒頭のインストゥルメンタル部分や「タッチ・アンド・ゴー」の冒頭など、スポーツ系のテレビ番組ではお馴染みのフレーズが多い。「火星-戦争をもたらすもの」の途中に使われている脅迫的不気味さを伴うシンセサイザーのフレーズは、K-1やPRIDEといった格闘技の番組で、ジェロム・レ・バンナのようなパワーと暴力性のイメージが強い選手のイメージ音楽として使用されることがある。

## 収録曲
作詞：グレッグ・レイク／作曲：キース・エマーソン＆グレッグ・レイク。例外は下記参照（※）。
初版の収録曲
1. ザ・スコアー – "The Score" 9:10
2. ラーニング・トゥ・フライ – "Learning to Fly" 3:52
3. ザ・ミラクル – "The Miracle" 7:02
4. タッチ・アンド・ゴー – "Touch and Go" 3:35
5. ラヴ・ブラインド – "Love Blind" 3:08
6. ステップ・アサイド - "Step Aside" 3:42
7. レイ・ダウン・ユア・ガンズ – "Lay Down Your Guns" 4:20 ※作詞：レイク＆スティーヴ・グールド／作曲：エマーソン
8. 火星-戦争をもたらすもの – "Mars, the Bringer of War" 7:53 ※作曲：グスターヴ・ホルスト／編曲・エマーソン、レイク＆コージー・パウエル

第2版の追加収録曲
1. ロコ・モーション – "The Loco-Motion" 4:40 ※作詞・作曲：ジェリー・ゴフィン＆キャロル・キング
2. ヴェイカント・ポゼッション – "Vacant Possession" 4:42

オリジナルLP
| #         | タイトル                                     | 作詞      | 作曲          | 時間  |
| --------- | -------------------------------------------- | --------- | ------------- | ----- |
| 1.        | 「ザ・スコアー The Score」                   | Greg Lake | Keith Emerson | 9:10  |
| 2.        | 「ラーニング・トゥ・フライ Learning to Fly」 | Lake      | Emerson       | 3:52  |
| 3.        | 「ザ・ミラクル The Miracle」                 | Lake      | Emerson       | 7:02  |
| 合計時間: | 合計時間:                                    | 合計時間: | 合計時間:     | 20:04 |

| #         | タイトル                                             | 作詞              | 作曲                                                | 時間  |
| --------- | ---------------------------------------------------- | ----------------- | --------------------------------------------------- | ----- |
| 1.        | 「タッチ・アンド・ゴー Touch and Go」                | Lake              | Emerson                                             | 3:35  |
| 2.        | 「ラヴ・ブラインド Love Blind」                      | Lake              | Emerson                                             | 3:08  |
| 3.        | 「ステップ・アサイド Step Aside」                    | Lake              | Emerson                                             | 3:42  |
| 4.        | 「レイ・ダウン・ユア・ガンズ Lay Down Your Guns」    | Lake, Steve Gould | Emerson                                             | 4:20  |
| 5.        | 「火星-戦争をもたらすもの Mars, the Bringer of War」 |                   | Gustav Holst, adapted by Emerson, Lake, Cozy Powell | 7:53  |
| 合計時間: | 合計時間:                                            | 合計時間:         | 合計時間:                                           | 22:38 |

## 参加ミュージシャン
エマーソン・レイク・アンド・パウエル
- キース・エマーソン　Keith Emerson – キーボード
- グレッグ・レイク　Greg Lake – ボーカル、ベース・ギター、ギター、プロダクション
- コージー・パウエル　Cozy Powell – ドラムス、パーカッション

## チャート
イギリスでは最高35位、アメリカでは最高23位を記録した。